# All-Ireland Senior Hurling Championship 1929
L'All-Ireland Senior Football Championship 1929 fu l'edizione numero 43 del principale torneo di hurling irlandese. Cork batté in finale Galway, ottenendo il decimo titolo della sua storia.

## Formato
Si tennero solo i campionati provinciali di Leinster e Munster, i cui vincitori avrebbero avuto accesso diretto all'All-Ireland, dove avrebbe avuto accesso anche Galway, ammessa di diritto.

## Torneo
Leinster Senior Hurling Championship
| Portlaoise 19 maggio 1929 Quarto di finale | Laois | 5-4 – 1-5 | Offaly | O'Moore Park |

| Dublino 26 maggio 1929 Quarto di finale | Meath | 4-5 – 2-2 | Wexford | Croke Park |

| Navan 7 luglio 1929 Semifinale | Meath | 3-2 – 6-0 | Kilkenny | The Show Grounds |

| Tullamore 14 luglio 1929 Semifinale | Dublin | 8-10 – 1-2 | Laois | O'Connor Park |

| New Ross 29 luglio 1929 Finale | Kilkenny | 3-5 – 2-6 | Dublin | Kennedy Park |

Munster Senior Football Championship
| Thurles 16 giugno 1929 Quarto di finale | Tipperary | 6-5 – 3-3 | Clare | Thurles Sportsfield |

| Limerick 30 giugno 1929 Semifinale | Waterford | 4-4 – 2-4 | Limerick | Gaelic Grounds |

| Cork 21 luglio 1929 Semifinale | Cork | 3-4 – 2-1 | Tipperary | Cork Athletic Grounds |

| Dungarvan 11 agosto 1929 Finale | Cork | 4-6 – 2-3 | Waterford | Fraher Field |

All-Ireland Senior Hurling Championship
| Birr 11 agosto 1929 Semifinale | Kilkenny | 7-1 – 7-7 | Galway | St. Brendan's Park |

| Dublino 1º settembre 1929 Finale | Cork                | 4-9 – 1-3 | Galway | Croke Park (c.14,000 spett.)\| Arbitro: \| S. Robbins (Offaly) \| |
| Arbitro:                         | S. Robbins (Offaly) |           |        |                                                                   |